# Västra Kottby
Västra Kottby är den del av Kottby som ligger väster om Backasgatan, i Helsingfors.
Villorna i Västra Kottby ligger nära gatan på rymliga tomter. Det är liksom Trä-Kottby ett arkitektoniskt och socialt genomtänkt arbetarbostadsområde. Det bebyggdes från mitten av 1920-talet, i en tid med bostadsbrist, med mestadels enfamiljsvillor enligt en detaljplan av arkitekten Birger Brunila. Det byggdes något senare än Trä-Kottby, som ligger på östra sidan av Backasgatan, vilken fortsätter norrut som Tusbyleden. Västra Kottby avgränsas av Backasgatan i öster, Forsbyvägen i söder, Louhiparken i norr och en bangård i väster. Det har omkring 130 villatomter med 126 fristående enfamiljs trähus eller parhus. Husen har ritats av Martti Välikangas, Akseli Toivonen, Hilding Ekelund, Martti Paalanen, Uno Moberg och Pehr-Edvin Enehielm. 
Mot Backasgatan ligger det av Yrjö Lindegren ritade Ormhuset, som stod färdigt 1951.
I västra Kottby, som byggdes som en arbetarstadsdel, förenas engelska trädgårdsstadsideal med finländsk trästadstradition. 
En diskussion pågår om kulturmärkning av området.